# Johannes Spreng
Johannes Spreng (ur. 1524 w Augsburgu, zm. 30 marca 1601 tamże) – augsburski prawnik i meistersinger. Dokonał rymowanego przekładu Iliady i Eneidy na język niemiecki. Oba tłumaczenia zostały wydane po jego śmierci, odpowiednio w 1610 i 1616.